# Helichus substriatus
Helichus substriatus är en skalbaggsart som först beskrevs av Müller 1806.  Helichus substriatus ingår i släktet Helichus, och familjen öronbaggar. Arten har ej påträffats i Sverige.